# Saint-Jean-du-Corail-des-Bois

Saint-Jean-du-Corail-des-Bois este o comună în departamentul Manche, Franța. În 1 ianuarie 2022 avea o populație de 75 de locuitori.